# Richard Vaughn Farm
Pour les articles homonymes, voir Vaughn.
La Richard Vaughn Farm est une ferme américaine du comté de Cuyahoga, dans l'Ohio. Inscrite au Registre national des lieux historiques depuis le 12 mars 1993, elle est protégée au sein du parc national de Cuyahoga Valley depuis la création de ce dernier en 2000.